# Comuna Holodeț, Volociîsk
Holodeț (în ucraineană Холодець) este o comună în raionul Volociîsk, regiunea Hmelnîțkîi, Ucraina, formată din satele Holodeț (reședința) și Kușnîrivka.

## Demografie
Componența lingvistică a comunei Holodeț
     Ucraineană (99,85%)
     Alte limbi (0,15%)
Conform recensământului din 2001, majoritatea populației comunei Holodeț era vorbitoare de ucraineană (99,85%), existând în minoritate și vorbitori de alte limbi.